# Шайхиева, Марфуга Шайхиевна
Марфуга Шайхиевна Шайхиева (1920—2003) — советская работница сельского хозяйства, Герой Социалистического Труда.

## Биография
Родилась 15 апреля 1920 года в селе Шали Пестречинского района в крестьянской семье.
В 16 лет уже работала в сельхозартели — работала на ферме, готовила семена для сева, ходила на сенокос и жатву. С конца 1936 года работала дояркой в родном колхозе «Путь к коммунизму», пережила трудные годы Великой Отечественной войны. Дояркой она работала по 1978 год. Одной из первых в Пестречинском районе Марфуга Шайхиевна достигла надоев в 4000 кг молока от каждой коровы.
Занималась общественной деятельностью — избиралась депутатом районного и сельского Советов.
Умерла в мае 2003 года.

## Награды
- В 1975 году М. Ш. Шайхиевой было присвоено звание Героя Социалистического Труда с вручением ордена Ленина.
- Также награждена вторым орденом Ленина (1971) и медалями, среди которых «За победу над Германией в Великой Отечественной войне 1941—1945 гг.».